# Фудзивара (род)
Дом Фудзивара (яп. 藤原氏, Фудзивара си) — могущественное семейство регентов в Японии периода Хэйан.
Основателем дома был Накатоми-но Камако, происходивший из клана синтоистских жрецов, но впоследствии принявший буддизм. В 645 году он организовал заговор против Сога-но Ирука, всесильного правителя — о-оми — полностью подчинившего себе императорский дом. В заговор был вовлечён принц Нака-но Оэ (или Наканооэ) (яп. 中大兄皇子), сын покойного императора Дзёмэй и правящей императрицы Когёку, которой удалось занять трон вопреки стремлению Ируки посадить на него другого сына императора, своего двоюродного брата.
После успешного переворота императором стал старший брат императрицы Когёку, а Нака-но Оэ стал наследным принцем (ему было только 20 лет). Была изменена структура государственного управления. Титул о-оми был упразднён, вторым лицом в государстве стал наследный принц, а третьим — утицуоми, советник императора и наследного принца. Им стал Камако, который вместе с титулом получил и новое имя — Фудзивара-но Каматари. Фудзивара по-японски — «Поле глициний».
Период после переворота и восхождения на престол Наканооэ под именем император Тэндзи в 662 году ознаменован был рядом крупных политических реформ, получивших название «реформы Тайка». Тайка (большие перемены) — девиз правления императора, также впервые введённый в обиход по китайскому образцу.
Фудзивара доминировали в японской политике в течение всего периода Хэйан. В дальнейшем их влияние оставалось также значительным.
После реставрации Мэйдзи всем японцам было предписано иметь фамилии (до этого фамилии были лишь у знатных родов самураев), которую они могли выбрать сами. Многие японцы в знак уважения к роду Фудзивара в своих фамилиях использовали первый кандзи названия рода — 藤 (глициния). В частности, самая распространенная японская фамилия — Сато (яп. 佐藤) — содержит этот иероглиф.

## Представители рода Фудзивара
- Фудзивара-но Фуюцугу (775—826) — японский политический деятель и поэт периода Хэйан.
- Фудзивара-но Ёсифуса (804—872) — японский политический деятель периода Хэйан; занимал должности регента-сэссё и главного министра.
- Фудзивара-но Мотоцунэ (836—891) — японский политический деятель периода Хэйан; занимал должности регента-сэссё и канцлера-кампаку.
- Сайгё — японский средневековый поэт и буддийский монах (1118—1190) из рода Сато, происходившего из северной ветви рода Фудзивара.
- Фудзивара-но Умакай[англ.]
- Фудзивара-но Хироцугу — японский средневековый поэт, Сын Фудзивара Умакай. Был губернатором провинции Ямато; в 740 г. казнён за участие в заговоре и мятеже.
- Фудзивара-но Тадахира (880—949) — японский аристократ, министр, регент и поэт.
- Фудзивара-но Ацутада (906—943) — японский средневековый поэт и аристократ
- Фудзивара-но Асатада (910—966) — японский средневековый поэт и аристократ
- Фудзивара-но Тосинари (1114—1204) — японский средневековый поэт, основоположник учения югэн.
- Фудзивара-но Таканобу (1142—1205) — японский средневековый художник
- Фудзивара-но Тэйка (1162—1241) — японский средневековый поэт, сын Фудзивара-но Тосинари, известный также как Советник Садаиэ или Фудзивара-но Садаиэ
- Фудзивара-но Тамэиэ[англ.] — японский средневековый поэт, сын Фудзивара-но Садаиэ.
- Фудзивара-но Сэйка[англ.] (1561—1619) — японский философ-неоконфуцианец, последователь Чжу Си.